# 尊周彙編
『尊周彙編』（そんしゅういへん、朝鮮語: 존주휘편）は、李氏朝鮮の文臣である李義駿が朝鮮王正祖の王命により、春秋大義を宣揚するための事例を集めた政策書。1637年の丙子の乱の際、仁祖が漢江南岸の三田洞にある清王朝軍本営に出向き、ホンタイジが天子であることを三跪九叩頭の礼によって認めることを、臣下の面前で屈辱的におこない、臣従を誓わせられ、屈辱的な三田渡の盟約を余儀なくされると、清王朝を蛮夷だとして、最後まで主戦論を主張した「斥和（和平反対）殉節者らの精忠大節を記録した」ものである。田中明は『尊周彙編』について、「無意味な清蔑視 こうした清に対する敵視と蔑視のため、朝鮮は清から学ぶべきものがあったにもかかわらず、それを得る機会をみずから捨ててきた」と評している。

## 概要
李氏朝鮮は建国時から明王朝に対する事大主義を堅持したが、1637年の丙子の乱の際、仁祖が漢江南岸の三田洞にある清王朝軍本営に出向き、ホンタイジが天子であることを三跪九叩頭の礼によって認めることを、臣下の面前で屈辱的におこない、臣従を誓わせられ、屈辱的な三田渡の盟約を余儀なくされると、事大主義の基本が揺らぐようになる。朝鮮では、清王朝が支配する中国はもはや中華文明が消滅した「腥穢讐域（生臭く汚れた仇敵の地）」であり、大中華である明王朝が消滅したことにより、地上に存在する中華は朝鮮のみとみて、朝鮮の両班は自国を「小華」「小中華」と自称し、中華文明の正統継承者は朝鮮であるという強い誇りをもつようになる。このような認識は、孝宗の意により宋時烈が推進した北伐計画が誕生するなどしたが、歳月とともに弱体化する。このような状況に危機感を覚えた正祖は、1800年に明王朝皇帝毅宗の慰霊祭をおこない、明王朝皇帝の歴代の事績と「丙子胡乱」のときに、朝鮮の宗主国である明王朝が朝鮮に施した恩恵を祈念して李義駿に編纂を命じた。

## 思想
葵丘（現在の河南省商丘市民権県）において、斉の桓公が、そのほかの国々とともに、（すでに弱体化していながらも天子の国である）周王に忠義を誓ったという史実は、以後、葵丘の会盟として知られ、国の大小・強弱に関わらず、主君（周王）への忠義を厳守する事例として朝鮮において登場し、尊王の原点として扱われ、忠義の象徴とされる。桓公は同時に攘夷として西伐、南伐、そして北伐をも実施し、女真による清王朝建国後の李氏朝鮮の北伐の言語形態的拠り所となった。『尊周彙編』にある、朝鮮のいう「尊周」は「尊明」であり、「攘夷」は「女真/後金の排斥」である。このように、朝鮮において、後金の興隆を認めず、徹底して明王朝を尊崇した、その論理的拠り所が斉の桓公の史実である。
『尊周彙編』を貫く思想は、明王朝に対する慕華、忠君思想である。洪翼漢は、『尊周彙編』において、「列聖相承，世藩職修，事大一心（先祖代々から中華の藩屏として仕え、強大な主君に一意専心仕えるのみ）」と主張している。要するに、中華の天子へ忠実に諸侯の礼を尽くしてきたということであり、中華帝国からすれば、この「千年属国」の朝鮮こそがもっとも忠実な模範属国であり、執拗に抵抗し、ひとすじ縄ではいかないベトナムに比べれば、まさしく「礼儀の国」そのものであった。